# Чокой, Георгий Степанович
Георгий Степанович Чокой (рум. Gheorghe Ciocoi; род. 2 апреля 1933, с. Сэиць, Каушанский район, Молдавская АССР, СССР) — советский и молдавский хозяйственный, государственный и политический деятель, Герой Социалистического Труда.

## Биография
Родился в 1933 году в селе Сэиць. Член КПСС с 1960 по 1991 год.
С 1956 года — на хозяйственной, общественной и политической работе. В 1956—1990 гг. — председатель районного комитета ДОСААФ, секретарь Романовского райкома комсомола, инструктор райкома партии, директор совхоза, секретарь Чимишлийского районного комитета партии, инспектор ЦК КП Молдавской ССР, председатель Дондюшанского райисполкома, первый секретарь Фалештского райкома Компартии Молдавии, министр производства мясомолочных продуктов Молдавской ССР
Указом Президиума Верховного Совета СССР от 16 марта 1981 года присвоено звание Героя Социалистического Труда с вручением ордена Ленина и золотой медали «Серп и Молот».
Указом Президиума Верховного Совета СССР от 21 мая 1987 года Указ от 16 марта 1981 года в части присвоения звания Героя Социалистического Труда Чокою Георгию Степановичу отменён в связи с незаслуженным представлением к награде.
Указом Президента Республики Молдова 283 от  25 сентября 1996 года Чокой Георгий Степанович был  восстановлен в правах на государственные награды СССР: звание Героя Социалистического Труда, орден Ленина и золотую медаль "Серп и Молот".
Избирался депутатом Верховного Совета Молдавской ССР 8-го, 9-го, 10-го и 11-го созывов, Верховного Совета СССР 10-го созыва. Делегат XXV съезда КПСС.
Живёт в Кишинёве.